# Smeerwortelnetwants
De Smeerwortelnetwants (Dictyla humuli) (Syn. Monanthia humuli en Monanthia symphyti) is een wants uit de familie van de netwantsen (Tingidae).
De soort werd het eerst wetenschappelijk beschreven door Johann Christian Fabricius in 1794.

## Kenmerken
Deze netwants wordt 3 tot 4 mm groot. Het witte lichaam heeft een netachtige tekening en zwarte vlekken. De nimf is donkerder en is bedekt met kleine stekeltjes die na loop van tijd verdwijnen.

## Leefwijze
De soort heeft planten uit de ruwbladigenfamilie (Boraginaceae) zoals Smeerwortel (Symphytum officinale)
en in mindere mate ook Moerasvergeet-mij-nietje (Myosotis palustris) en Longkruid (Pulmonaria) als waardplant.
De wants zuigt sappen uit de steel en bladeren maar heeft niet veel invloed op de gezondheid van de plant. Er zijn twee generaties per jaar en de wantsen overwinteren als volwassen dier. De nimfen worden waargenomen van april tot en met oktober.

## Verspreiding en leefgebied
Dictyla humuli komt voor in Europa met uitzondering van het noorden en wordt gevonden van Azië tot in Siberië.
De wants leeft in natte gebieden zoals uiterwaarden en broekbossen en is in Nederland vrij algemeen.